# Сан Франческо Векио (Ријети)
Сан Франческо Векио је насеље у Италији у округу Ријети, региону Лацио.
Према процени из 2011. у насељу је живело 65 становника. Насеље се налази на надморској висини од 845 м.